# Heinz-Peter Thiel
Heinz-Peter Thiel (* 21. Dezember 1962 in Prüm) ist ein ehemaliger deutscher Kommunalpolitiker und war von 2013 bis 2021 Landrat des Landkreises Vulkaneifel.

## Werdegang
Thiel, der von Beruf Kriminalbeamter und Leiter der Polizeiinspektion in Daun war, gehörte auf Vorschlag der SPD Rheinland-Pfalz der Bundesversammlung bei der Wahl des deutschen Bundespräsidenten 2012 an. Am 2. Dezember des Jahres wurde er als parteiloser Kandidat, jedoch unterstützt durch die Freien Wähler, Bündnis 90/Die Grünen und die SPD, mit 61,3 % der Stimmen zum Landrat des Landkreises Vulkaneifel gewählt. Er übernahm das Amt am 1. April 2013 von seinem ebenfalls parteilosen Vorgänger Heinz Onnertz.
Bei der Direktwahl am 29. November 2020 trat er zur Wiederwahl an, konnte sich jedoch mit einem Stimmenanteil von 33,6 % nicht gegen Julia Gieseking (SPD) durchsetzen, die das Amt zum 1. April 2021 von ihm übernahm.
Von 2018 bis 2021 war er Aufsichtsratsvorsitzender der Eifel Tourismusgesellschaft.